# Рождество (остров, Кирибати)
Остров Рождество (на английски: Christmas Island, на кирибатски: Kiritimati, произнася се близко до Christmas) е издигнат коралов атол в Тихия океан, в северните острови Лайн, част от република Кирибати.
Островът има най-голяма площ сред кораловите атоли в света, около 388 km². Неговата лагуна има почти същия размер. Атолът е около 150 km в периметър, а брега на лагуната се простира на над 48 km. Остров Рождество съставлява над 70% от общата площ на Кирибати, страна състояща се от 33 тихоокеански атоли и острови.
Лежи на 232 km северно от екватора, на 6700 km от Сидни и на 5360 km от Сан Франциско. Остров Рождество е най-отдалечената времева зона напред (UTC+14) и е едно от първите населени места, където започва Новата година. Въпреки че е на 2460 km на изток от 180 меридиан, преначертване на Линията на промяна на датата през 1995 г. го „премества“ на запад от нея.
В края на 1950-те години Великобритания провежда ядрени опити на и около острова. САЩ също използва острова като ядрен полигон през 1962 г. По време на опитите местното население не е евакуирано.
Целият остров е резерват за диви животни. Достъпът до пет особено чувствителни райони е ограничен.